# Generali Arena
El Generali Arena es un estadio de fútbol situado en Praga, República Checa. En el recinto juega sus encuentros como local el Sparta Praga, de la Synot Liga, y en ocasiones la Selección de fútbol de la República Checa. Recibe el nombre de su patrocinador, la Assicurazioni Generali, y también ha sido conocido como estadio Letná (Letenský stadion), Toyota Arena y AXA Arena.
El estadio se ubica en el barrio de Letná (del que debe su nombre), en Praga 7, y el primer estadio situado en el mismo lugar se inauguró en 1921. El actual ha sido construido en 1969 y remodelado en 1994. Tiene capacidad para 18 185 espectadores y reúne todos los requisitos de la UEFA y FIFA para celebrar partidos internacionales.

## Historia

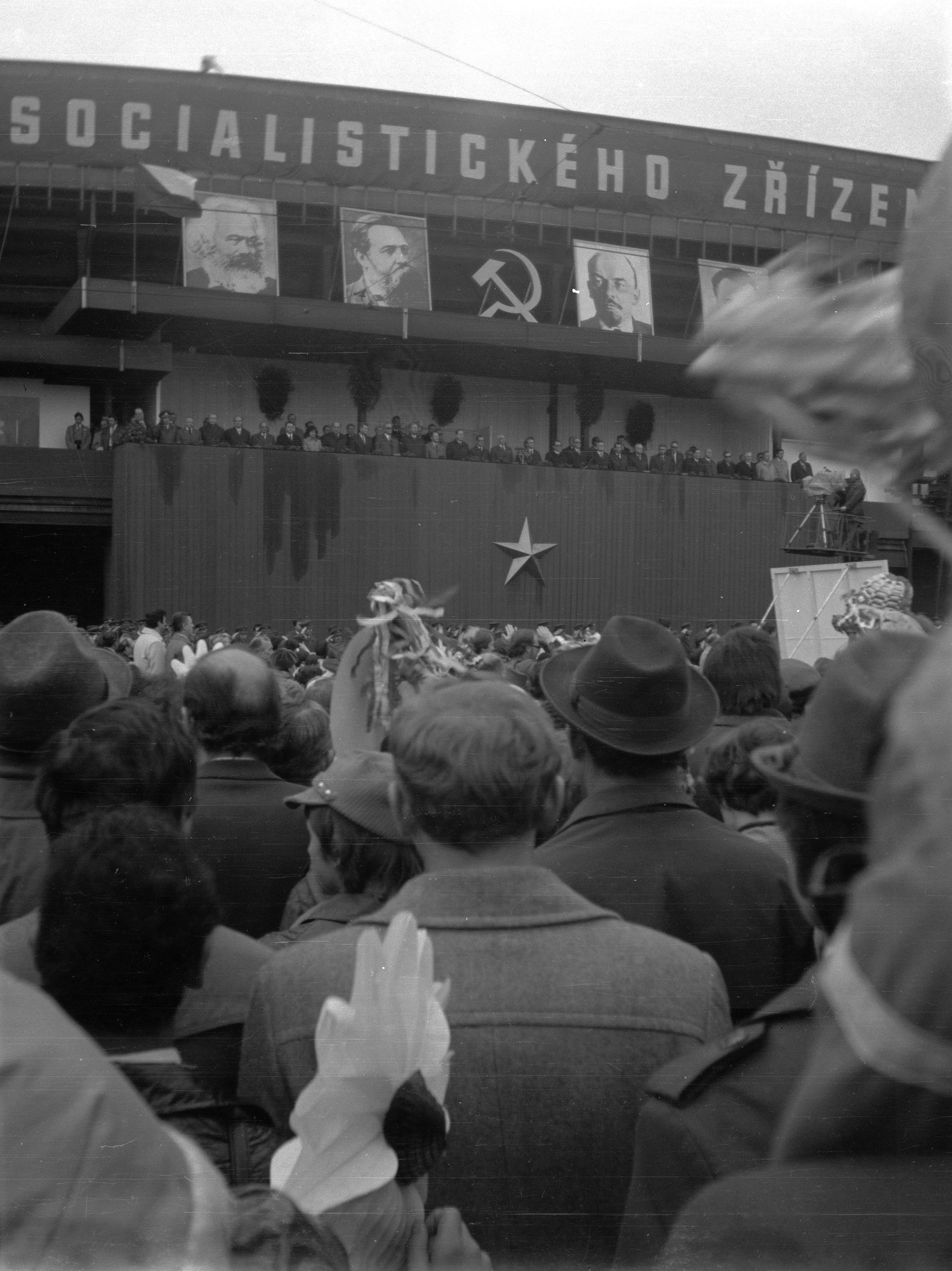
Tribuna principal del estadio Letná en 1981.

La primera estructura de madera en su ubicación abrió sus puertas en 1921, pero el Sparta lleva jugando en estos terrenos desde 1917. En 1930 fue sede de los terceros Juegos Mundiales de la Mujer. El estadio se quemó en 1934 y se construyó una nueva tribuna de hormigón armado principal en 1937. En 1969, todas las otras tribunas fueron reemplazadas por otras de hormigón reforzado y la capacidad se extendió a 35 880 espectadores. La reconstrucción de 1994 en su forma actual hizo que Letná cerrara durante nueve meses, hasta que el estadio cumpliera con todos los estándares internacionales. Se eliminó la pista de atletismo y todos los lugares de espectadores estaban ahora sentados.
Letná ha sido sede de partidos internacionales con frecuencia. En octubre de 1989, una congregación de 34 000 espectadores vio cómo Checoslovaquia derrotó a Suiza en un partido de clasificación para la Copa Mundial de la FIFA de 1990. Después de la disolución de Checoslovaquia, Letná continuó como un estadio internacional, albergando partidos de la selección nacional de fútbol de la República Checa desde 1995, incluidos los partidos de clasificación para la UEFA Euro 1996, en los que los checos derrotaron a los Países Bajos y Noruega.
La superficie de juego se renovó en 2001, incluida la instalación de un nuevo sistema de calefacción y riego subterráneo y césped de Alemania. Esto obligó a los partidos de la liga del Sparta a marcharse, para el final de la temporada 2000-01, al cercano Stadion Evžena Rošického.

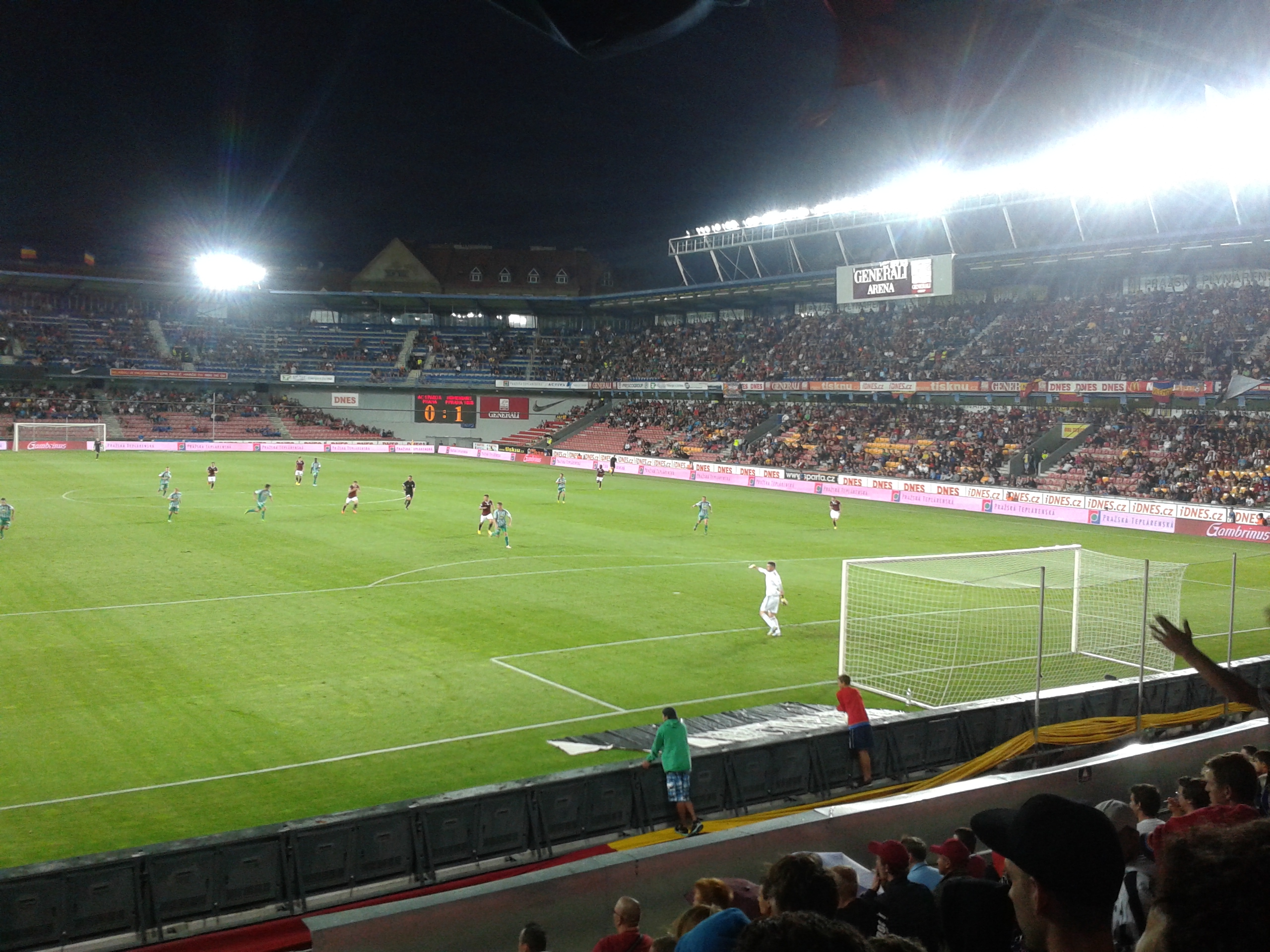
Interior del estadio durante un partido.

El Sparta recibió una multa de 55 000 francos suizos del organismo rector del fútbol europeo, UEFA, en 2001 por insultos racistas de sus aficionados radicales dirigidos al brasileño de raza negra Luis Robson en un partido de la Liga de Campeones de la UEFA en Letná contra el Spartak Moscú. Fue, en ese momento, la multa más severa impuesta por la UEFA a un club por gritos racistas.

## Transporte
Desde 1983, hay una parada de tranvía llamada Sparta, cerca de Letenské náměstí. En 1986 hubo otra parada en dirección a Hradčanská, junto a la entrada principal del estadio. Sin embargo, esta parada se canceló temporalmente en 2001-2008 y luego se reemplazó en 2008-2011 por una parada temporal. La parada original de Sparta pasó a llamarse Corunovační en 2012 y la parada en frente del estadio fue reconstruida en conexión con la construcción del túnel de Blanka.
Las estaciones de metro más cercanas son Hradčanská (línea A) al oeste y Vltavská (línea C) al este.